# Taeniatherum caput-medusae
Taeniatherum caput-medusae é uma espécie de planta com flor pertencente à família Poaceae. 
A autoridade científica da espécie é (L.) Nevski, tendo sido publicada em Trudy Sredne-Aziatskogo Gosudarstvennogo Universiteta. Seriya 8b. Botanika 17: 38. 1934.
O seu nome comum é cabeça-de-medusa.

## Portugal
Trata-se de uma espécie presente no território português, nomeadamente em Portugal Continental.
Em termos de naturalidade é nativa da região atrás indicada.

## Protecção
Não se encontra protegida por legislação portuguesa ou da Comunidade Europeia.